# Eremapis parvula
Eremapis parvula är en biart som beskrevs av Dmitriy Alekseevich Ogloblin 1956. Eremapis parvula ingår i släktet Eremapis och familjen långtungebin. Inga underarter finns listade i Catalogue of Life.